# Frances Wayne
Pour les articles homonymes, voir Wayne.
Frances Wayne, née Chiarina Francesca Bartocci  à Boston le 26 août 1924 où elle est morte le 6 février 1978, est une chanteuse de jazz américaine.
Elle est surtout connue pour son titre Happiness Is Just a Thing Called Joe.

## Biographie
Née à Boston, elle est diplômée de Somerville High School. Elle s'installe à New York durant son adolescence, où elle chante dans un ensemble dirigé par son frère, le saxophoniste Nick Jerret. Une critique de 1942 dans le magazine Billboard la décrit comme « une brune frappante avec un vrai contralto, un rythme parfait et, le plus intéressant, un tout nouveau style... d'une compréhension et d'un sentiment profonds pour l'esprit de ce qu'elle chante ».
Au début des années 1940, elle enregistre avec le big band de Charlie Barnet et, en 1943, chante avec le groupe de Woody Herman.
Le 2 novembre 1945 à Somerville (Massachusetts), elle épouse Neal Hefti. Après que son mari forme son propre big band en 1947, elle incorpore l'ensemble. Elle chante avec Hefti dans les années 1950, puis avec des ensembles plus petits, qui comprennent Hank Jones, Milt Hinton, Jerome Richardson, Richie Kamuca, John LaPorta, Billy Bauer ou encore Al Cohn.
À la radio, elle est la chanteuse du Woody Herman Show. Elle reçoit en 1946 le prix du magazine Esquire de la meilleure nouvelle chanteuse.
Elle meurt à Boston le 6 février 1978 après avoir souffert d'un cancer pendant une longue période.

## Discographie
- 1943 : That Old Black Magic, avec the Charlie Barnet Orchestra, Decca[9]
- 1944 : The Music Stopped, avec the Woody Herman Orchestra, Decca[10]
- 1956 : Songs for My Man, avec the Neal Hefti Orchestra, Epic
- 1957 : Frances Wayne, Brunswick
- 1957 : The Warm Sound of Frances Wayne, Atlantic